# (3420) Standish
(3420) Standish es un asteroide perteneciente al cinturón de asteroides, descubierto el 1 de marzo de 1984 por Edward Bowell desde la Estación Anderson Mesa (condado de Coconino, cerca de Flagstaff, Arizona, Estados Unidos).

## Designación y nombre
Designado provisionalmente como 1984 EB. Fue nombrado Standish en honor al astrónomo americano y matemático E Myles Standish Jr.